# Železniška postaja Lendava
Železniška postaja Lendava je ena izmed železniških postaj v Sloveniji, ki oskrbuje bližnje naselje Lendava. Ima tri tire. Je edina železniška postaja v Sloveniji, ki ni povezana s preostankom sistema Slovenskih železnic, saj je z ostalimi železniškimi postajami v Sloveniji povezana preko hrvaške železniške postaje v Čakovcu. Pred letom 2023 se je na njej izvajal mejni nadzor; interna številka mejnega prehoda je 550.